# Episodi di Linda e il brigadiere (prima stagione)
La prima stagione di Linda e il brigadiere andò in onda in prima visione su Rai 1 nel 1997.
| Puntata | Titolo                  | Prima visione  | Ascolti        | Ascolti | Ascolti |
| Puntata | Titolo                  | Prima visione  | Telespettatori | Share   | Fonte   |
| ------- | ----------------------- | -------------- | -------------- | ------- | ------- |
| 1       | Padre e figlia          | 6 aprile 1997  | 7.604.000      | 30,01%  | [ 2 ]   |
| 2       | Caccia e pesca          | 13 aprile 1997 | 7.075.000      | 27,19%  | [ 3 ]   |
| 3       | La porta chiusa         | 20 aprile 1997 | 7.260.000      | 27,51%  | [ 4 ]   |
| 4       | La turista scomparsa    | 28 aprile 1997 | 7.670.000      | 27,30%  | [ 5 ]   |
| 5       | La bellezza dell'asino  | 5 maggio 1997  |                |         |         |
| 6       | L'asciugamano scomparso | 12 maggio 1997 | 8.347.000      | 30,22%  | [ 6 ]   |
| 7       | La morale della formica | 18 maggio 1997 | 7.157.000      | 33,44%  | [ 7 ]   |
| 8       | La dottoressa della USL | 25 maggio 1997 | 7.401.000      | 34,33%  | [ 8 ]   |

## Padre e figlia
- Diretto da:
- Scritto da:

### Trama
Il Brigadiere Nino Fogliani è da poco andato in pensione, ma il destino è in agguato: mentre sta pescando con scarso entusiasmo, si imbatte in un uomo malconcio, picchiato a sangue e gettato sul greto del fiume. Si chiama Pedrotti ed è un industriale di Varese con il debole del gioco. Il Brigadiere, con il suo infallibile fiuto, non crede ad una parola delle giustificazioni confuse e balbettate dall'uomo; discretamente (almeno così pensa lui) comincia ad indagare, diventando con un grande disappunto della figlia un assiduo frequentatore di bische. Nel frattempo indaga anche Linda, seguendo vie più ortodosse. 
- Altri interpreti: Andrea Brambilla (Pedrotti), Cinzia Mascoli (Lorenza Pedrotti), Daniele Petruccioli (Pizzi), Ugo Conti (Antonio Garbato), Corrado Tedeschi (Fabio), Nino Fuscagni, Stefano Antonucci, Simona Caparrini

## Caccia e pesca
- Diretto da:
- Scritto da:

### Trama
Nino Fogliani viene convocato in commissariato dal vicequestore Torrigiani, che lo ringrazia per il contributo dato alle indagini e gli fa intendere che ormai la sua vita è quella di pensionato, di un normale cittadino e che quindi deve lasciare perdere con le indagini parallele a quelle della Polizia. Il Brigadiere sembra ormai rassegnato e decide di cimentarsi con la pesca, e proprio nel negozio di articoli da pesca sotto casa intercetta per caso una telefonata diretta al proprietario e capisce che potrebbe accadere qualcosa di brutto. Le sue indagini lo portano in un bar della periferia e dopo un lungo appostamento, nella notte sente uno sparo e nota movimenti sospetti subito dopo. Il giorno seguente Linda ferma un noto economista e trova nel bagagliaio della sua auto un cadavere che poi si scoprirà essere l'autista del noto professore. Il brigadiere vuole vederci chiaro e, rischiando molto, continua nella sua indagine, salvato provvidenzialmente alla fine dalla figlia e dai suoi uomini. 
- Altri interpreti: Gegia (Luna), Gisella Burinato, Corrado Olmi, Corrado Tedeschi (Fabio), Massimiliano Bruno, Antonia Dell'Atte (Signora Aroldi)

## La porta chiusa
- Diretto da:
- Scritto da:

### Trama
Durante un pomeriggio ai giardinetti, l'ex Brigadiere Nino Fogliani prova a rilassarsi, ma le sirene della Polizia si sentono in lontananza e in lui nasce la curiosità: è stato trovato il cadavere del figlio dell'ingegner Settani, noto imprenditore. Il ragazzo viveva da solo; toccherà alla figlia di Nino risolvere il caso con un tocco di magia del padre, che troverà la chiave del mistero nella vita di un bambino troppe volte lasciato da solo. 
- Altri interpreti: Claudia Pozzi (Gioia Cervi), Bruno Corazzari (Ing. Settani), Vera Gemma (Mara), Gea Martire, Michela Rocco Di Torrepadula

## La turista scomparsa
- Diretto da:
- Scritto da:

### Trama
Karin, una turista svedese, incontra il Brigadiere, per caso in commissariato, e gli chiede di aiutarla a ritrovare la sua amica di cui non ha più notizie dopo una serata con due ragazzi italiani, da cui Karin è fuggita. Fogliani inizia così a vedersi con questa ragazza suscitando la gelosia di Linda, ignara del vero motivo di tali incontri. Intanto il Commissario si trova davanti a un caso di omicidio: è stato trovato in un parco il cadavere di un restauratore, il sig. Zanon, e le indagini si sviluppano su diversi fronti. Le ricerche di padre e figlia, alla fine, si incontrano e i due, con uno stratagemma originale, riescono ad arrestare il colpevole.
- Altri interpreti: Thomas Trabacchi (Carlo Castellini), Lorenzo Ciompi (Giovanni Villani), Massimiliano Pazzaglia (Bebo), Raffaele Vannoli, Barbara Blanc (Karin), Pao Pei Andreoli

## La bellezza dell'asino
- Diretto da:
- Scritto da:

### Trama
Carla Pozzoli, donna che il Brigadiere aveva aiutato qualche anno prima, è molto preoccupata e prende appuntamento con lui per parlargli delle sue paure. Mentre sta per suonare alla porta, viene spinta giù dalle scale e finisce in coma per poi morire in ospedale qualche giorno dopo. Il Brigadiere inizia ad indagare e per farlo frequenta sempre più spesso la famiglia di Carla, ovvero il marito e la figlia della vittima, l'avvenente cugina e la di lei figlia. Intanto Linda, che ha deciso di andare a vivere da sola lasciando nello sconforto il padre, trova non poche difficoltà nelle indagini che si concludono sempre grazie all'aiuto dell'instancabile Brigadiere. Il colpevole infatti si svela solo smascherando un alibi a prova di bomba. 
- Altri interpreti: Sandro Paternostro (Giulio Mainardi), Edoardo Siravo (Corrado Pozzoli), Lorenzo Majnoni (Federico Bianchi)

## L'asciugamano scomparso
- Diretto da:
- Scritto da:

### Trama
A causa di un incidente alla gamba patito per fermare un delinquente, Nino Fogliani è costretto a casa su una sedia a rotelle e così Linda decide di tornare a vivere con lui, per poterlo aiutare e curare. Il Brigadiere passa le giornate insieme a Irma, una robusta signora che lo aiuta in casa quando Linda è al lavoro; le giornate sembrano trascorrere bene, anche se con qualche divertente incomprensione con la nuova arrivata. La pace del pensionato è turbata dalla perdita di un asciugamano molto prezioso che, dopo essere caduto dal terrazzo, pare misteriosamente sparito. Ovviamente il Brigadiere fa di tutto per recuperare l'asciugamano e arriva a "sequestrare" il binocolo di Gianluca, un bambino vicino di casa, per controllare meglio il bucato dei vari condomini, scrutando dal terrazzo di casa e durante le sue osservazioni percepisce che nel palazzo di fronte si è appena consumato un omicidio. Non creduto dalla figlia, continua a indagare da solo, scoprendo che la vittima è il sig. Bertarelli, un antennista che stava lavorando proprio nel palazzo di fronte.
- Altri interpreti: Marina Tagliaferri

## La morale della formica
- Diretto da:
- Scritto da:

### Trama
Per il Brigadiere è ora di togliere il gesso e questo lo porta ad avere bisogno di fare fisioterapia. Alla sua porta bussa una donna, Pinuccia Tonini (Gisela Volodi), fisioterapista dal carattere molto particolare, che entra in confidenza con Nino quando iniziano a parlare di Osvaldo Pellegrini, autista e conoscente della donna. Pinuccia è molto preoccupata perché da giorni non riesce a mettersi in contatto con Osvaldo e chiede al Brigadiere di aiutarla, ma la Polizia trova un cadavere che risulterà essere proprio del conducente. Osvaldo, infatti, aveva difficoltà a pagare il bus che aveva comprato insieme alla sua fidanzata Teresa (Eleonora Danco) e per questo aveva, di fatto, circuìto Pinuccia, scatenando le ire del Ragionier Pasquini (Daniele Formica), ambiguo amministratore di Pinuccia. Anche la direttrice della casa di riposo "Villa Ginestra" di proprietà di Pinuccia (Kay Rush) non dice tutta la verità, e questo farà puntare le indagini nella sua direzione. Le indagini coinvolgono molto da vicino anche il Dottor Torrigiani, che nasconde un segreto, su cui anche i Servizi Segreti vorranno saperne di più, sino a svelare che è proprio il Brigadiere Fogliani, che va facendo in giro indagini su Torrigiani, fingendosi agente segreto, solo per consolare la figlia ancora perduta dietro al tenebroso vicequestore.
- Altri interpreti: Giselda Volodi (Pinuccia Tonini), Kay Rush (Matilde), Eleonora Danco (Teresa Mazzocchi), Maurizio Santilli

## La dottoressa della USL
- Diretto da:
- Scritto da:

### Trama
La dottoressa Righetti lavora alla USL come radiologa e deve consegnare un referto medico al Brigadiere, ma nessuno riesce a trovarla e Nino si reca a casa sua per chiederle notizie, ma trova una brutta sorpresa. La Righetti è morta, strangolata con una calza. Le indagini della Polizia coinvolgono alcuni medici fra i quali l'ex fidanzato della vittima, il Dottor Olivieri, e un agente assicurativo, Lucio Invernizzi. Il Brigadiere conosce per caso la vicina di casa della dottoressa, la signora Ginetta Nardini, e, per seguire le sue indagini, intensifica il rapporto con la donna, arrivando anche a prenotare una crociera per loro due. Alla fine il caso verrà risolto con Linda e Pierre Torrigiani insieme e mano nella mano a salutare il povero Brigadiere in partenza per la crociera con la Nardini.
- Altri interpreti: Carola Stagnaro (Dott.ssa Gasparini)